# 杂如错
杂如错是一个位于中国西藏自治区那曲地区的湖水化学性质不明湖泊，面积约为4.94平方千米，属于青藏高原。它的一级流域为内流区诸河，二级流域为西藏内流区。